# ناحیه گتی، شهرستان استارنز، مینه سوتا
ناحیه گتی (به انگلیسی: Getty Township) یک منطقهٔ مسکونی در ایالات متحده آمریکا است که در شهرستان استیرنز، مینه‌سوتا واقع شده‌است.
 ناحیه گتی ۹۳٫۷ کیلومتر مربع مساحت و ۳۷۶ نفر جمعیت دارد و ۳۹۶ متر بالاتر از سطح دریا واقع شده‌است.